# Army of the Cumberland
Het Army of the Cumberland was een leger van de Noordelijke Staten die aan het westelijke front werd ingezet tijdens de Amerikaanse Burgeroorlog. Oorspronkelijk was dit leger bekend als het Army of the Ohio.

## Geschiedenis
De oorsprong van het Army of the Cumberland gaat terug tot de oprichting van de Army of the Ohio in november 1861 die aangevoerd werd door brigadegeneraal Robert Anderson. Het leger behield deze naam tot generaal-majoor William S. Rosecrans het bevel van het leger en het Department of the Cumberland op zich nam. Het leger en de eenheden van het departement werden samengevoegd tot het Army of the Cumberland. Toen Rosecrans het bevel op zich nam, bestond het leger uit één korps, namelijk het XIV Corps. Dit korps was ingedeeld in drie vleugels die aangevoerd werden door Alexander McDowell McCook (rechtervleugel), George H. Thomas (centrum), en Thomas L. Crittenden (linkervleugel).
Op 24 oktober 1862 werden de General Orders No. 168 uitgevaardigd. Daarin werd het XIII Corps opgericht en onder leiding geplaatst van generaal-majoor Ulysses S. Grant. Dit korps werd toegevoegd aan het Army of the Cumberland.
De eerste grote slag van het leger met de nieuwe naam was de Slag bij Stones River die plaatsvond tussen 31 december 1862 en 2 januari 1863. Na de slag werd het XIV Corps hervormd. De verschillende vleugels binnen het korps werden zelf korpsen. Het centrum werd nu het XIV Corps. De rechtervleugel werd het XX Corps en de linkervleugel werd het XXI Corps. Rosecrans bleef bevelhebber van het leger. Daarna voerde hij zijn leger aan tijdens de Tullahomaveldtocht in juli 1863 en de Slag bij Chickamauga in september van hetzelfde jaar. In het najaar van 1863 werd zijn leger belegerd in Chattanooga. Generaal-majoor Ulysses S. Grant arriveerde in Chattanooga. Hij bracht het Army of the Tennessee en versterkingen van het Army of the Potomac met zich mee. Rosecrans was een populaire en gerespecteerde bevelhebber geweest onder de soldaten. Omdat hij een nederlaag had geleden bij Chickamauga en er niet in geslaagd was om het beleg te doorbreken, verving Grant hem op 28 oktober 1863 door George H. Thomas.
Tijdens de Chattanoogaveldtocht werd het Army of the Cumberland voor kleinere opdrachten gebruikt. Grant twijfelde aan de slagkracht na hun nederlaag bij Chickamauga. Hij zette de veteranen van het Army of the Potomac in om Lookout Mountain in te nemen. In de Slag bij Missionary Ridge werd het Army of Tennessee ingezet om de belangrijkste aanval uit te voeren. De taak van het Army of the Cumberland bleef beperkt tot het innemen van schuttersputten aan de voet van Missionary Ridge. Toen ze echter hun opdracht hadden uitgevoerd, stormden vier divisies (waaronder één onder de leiding van Philip H. Sheridan) naar voren en braken door het Zuidelijke centrum.
Na Grants overwinning bij Chattanooga werd hij gepromoveerd tot luitenant-generaal en opperbevelhebber van het leger. Generaal-majoor William T. Sherman kreeg het bevel over Grants Military Division of the Mississippi waaronder alle Noordelijken eenheden ressorteerden aan het westelijk front. Sherman vormde een legergroep die bestond uit het Army of the Cumberland, het Army of the Tennessee en het Army of the Ohio. In mei 1864 werden ze ingezet in de Atlantaveldtocht. Atlanta viel in september nadat ze in veel schermutselingen en de Slag bij Kennesaw Mountain actie hadden gezien. Toen de Zuidelijke generaal John B. Hood in noordelijke richting vertrok, verkoos Sherman om hem niet met zijn volledig legergroep te volgen. Hij detacheerde  een deel van het Army of the Cumberland (IV corps) en het Army of the Ohio (XXIII Corps) om Hood te achtervolgen. Uiteindelijk versloeg Thomas Hood in de Slag bij Nashville in december 1864. De andere eenheden van het Army of the Cumberland (het XIV en XX Corps) namen deel aan Shermans Mars naar de Zee en de Carolina's-veldtocht onder leiding van generaal-majoor Henry W. Slocum. Tijdens deze twee veldtochten kregen deze twee korpsen de naam van Army of Georgia mee. Onder deze naam zouden ze deelnemen aan de Grote parade van de legers in Washington, D.C op 23 mei en 24 mei 1865 voor president Andrew Johnson. Het Army of the Cumberland hield op  te bestaan op 1 augustus 1865.

## Belangrijkste bevelhebbers
| Commandant           | Commando vanaf  | Tot             | Belangrijke veldslagen tijdens het Commando                                   |
| -------------------- | --------------- | --------------- | ----------------------------------------------------------------------------- |
| William S. Rosecrans | 24 oktober 1862 | 19 oktober 1863 | Slag bij Stones River, Tullahomaveldtocht, Chickamaugaveldtocht               |
| George H. Thomas     | 19 oktober 1863 | 1 augustus 1865 | Chattanoogaveldtocht, Atlantaveldtocht, Slag bij Franklin, Slag bij Nashville |